# Michele Angiolillo
Michele Angiolillo (Foggia, 5 de junho de 1871 – Bergara, 20 de agosto de 1897) foi um tipógrafo anarquista italiano que assassinou  o primeiro-ministro Antonio Cánovas del Castillo em 8 de Agosto de 1896, em um balneário termal em Santa Águeda, em Mondragón.
As motivações de Angiolillo residem na necessidade moral de represália tanto à violência do governo espanhol contra os movimentos independentistas de Cuba e das Filipinas (locais em que o estado espanhol cometera milhares de assassinatos para garantir sua soberania) quanto às medidas repressivas desproporcionais que culminaram nos horrores dos Processos de Montjuïc contra libertários espanhóis e latino-americanos. Diante das marcas das torturas nos corpos de anarquistas que conhecera, e das narrativas trazidas das colônias, Angiolillo tomou para si como imperativa a necessidade de se vingar do governo que cometera tais atrocidades.
Preso na logo após cometer o regicídio Michele Angiolillo seria executado no garrote vil na prisão da cidade de Vergara quase um ano depois de sua ação. Desde então é considerado um dos grandes nomes do anarco-ilegalismo por sua vendetta individual, uma figura algo mítica de grande prestígio entre os libertários espanhóis.

## Motivações

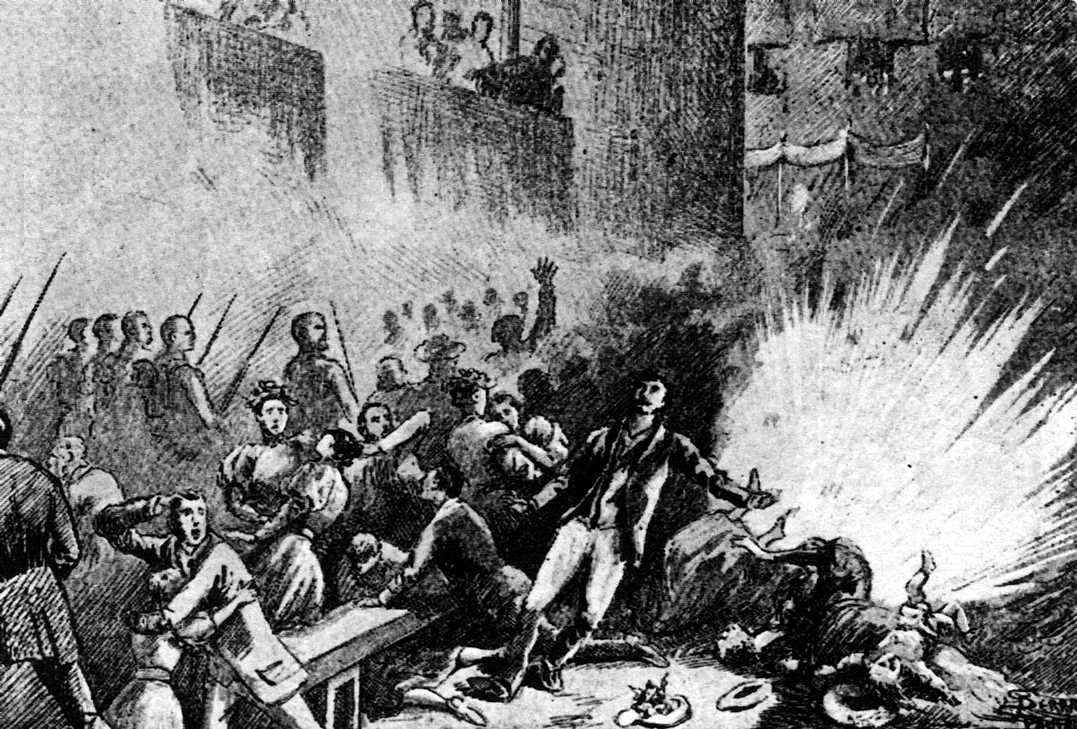
desenho reconstituindo a explosão na procissão de Corpus Cristi de 1896.

Em junho de 1896 uma bomba foi lançada contra uma procissão de Corpus Christi na cidade de Barcelona resultando em 12 mortos e 35 feridos.
Sem encontrar os culpados, nem qualquer grupo assumir a autoria do atentado, este serviria de motivo político para repressão desproporcional do estado contra anarquistas, socialistas e republicanos iniciada antes mesmo do fim das investigações. Logo foram encarcerados quatrocentos supostos envolvidos na prisão do castelo de Montjuïc. O número de mortos nas salas de torturas jamais foi calculado. A intenção dos torturadores através de seus flagelos era não outra além de fazer conhecer mais nomes de possíveis envolvidos a serem presos e submetidos a torturas.
Dos oitenta e sete levados a julgamento, oito foram condenados a morte e outros nove a longas penas prisionais. Outros setenta e um acabaram sendo imputados e, ainda que absolvidos pelo tribunal, foram igualmente deportados para Rio de Oro, uma colônia espanhola na África por ordem do Governo de Cánovas del Castillo, o mesmo responsável por operações militares de repressão à movimentos de independência nas colônias de Cuba e Filipinas que tomaram a proporção de genocídios.
Diante desta situação aterradora, com centenas de mutilados e muitos desaparecidos, havia a época entre os círculos revolucionários a certeza de que qualquer ato de represália seria uma tentativa de se fazer justiça.

## Trajetória
Angiolillo teve contato com o anarquismo ainda na adolescência. Aprendendo a profissão de tipógrafo passou a imprimir textos anarquistas clássicos além de panfletos libertários. Em 1896 Michele Angiolillo teve que fugir da Itália para Bordéus na França, evitando assim ser lançado na prisão como muitos outros anarquistas à época, por publicar e distribuir literatura subversiva.

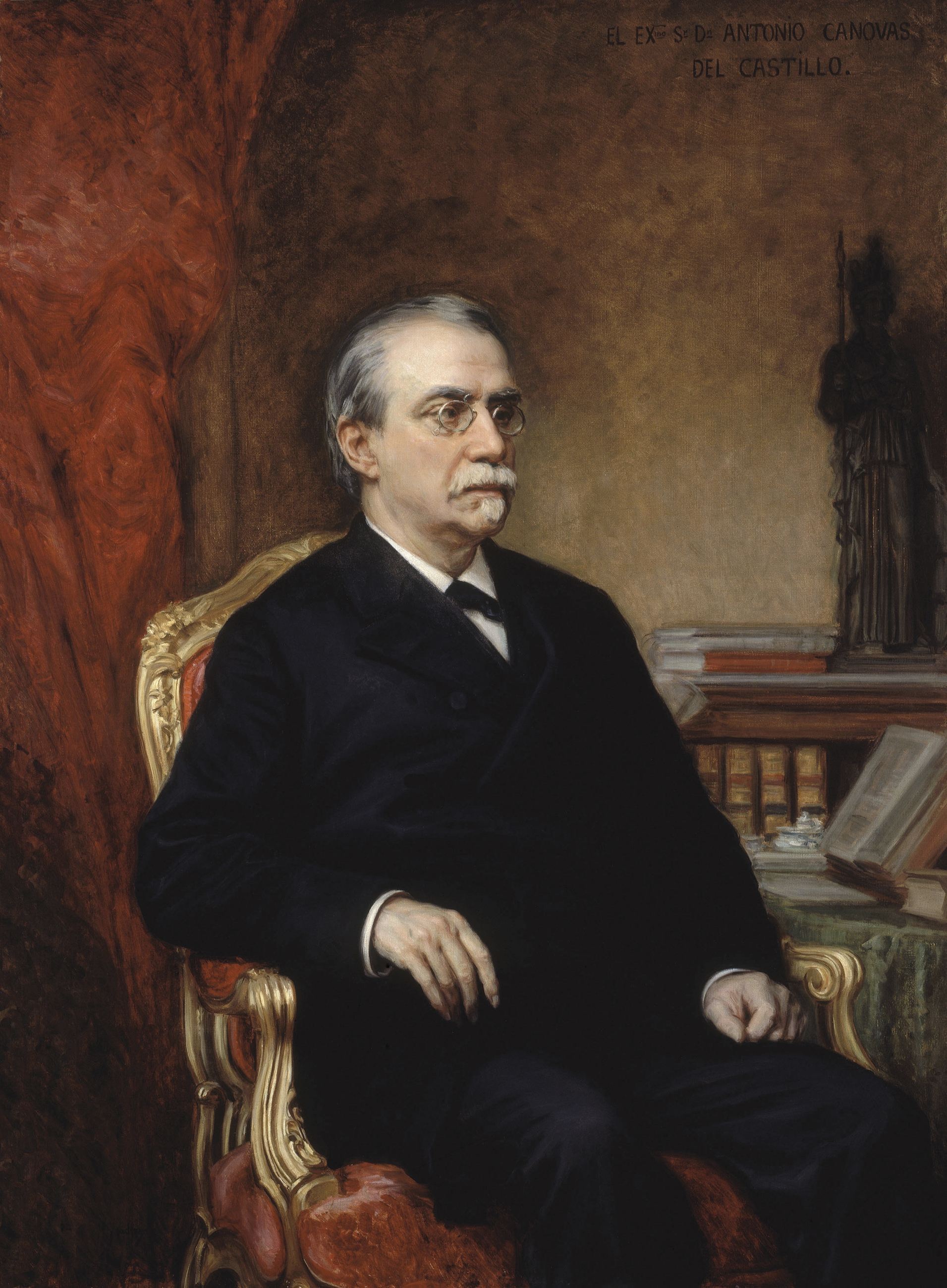
Quadro retratando o primeiro-ministro Antonio Cánovas del Castillo, conhecido como "O monstro" entre os separatistas cubanos e anarquistas espanhóis

Em Bordéus estabeleceu contato com Antoine Antignac, um jovem anarquista da tradição proudhoniana que o auxiliou com recursos naquele momento de necessidade. Da França foi para a Suíça onde novamente voltou a ser perseguido. De lá se dirigiu para Barcelona onde conviveu com anarquistas locais que lhe contaram em detalhes o horror sangrento dos recentes eventos de Montjuïc.
Em 1897 Angiolillo foi para Londres onde trabalhou em uma gráfica residindo na casa de Jaime Vidal, um anarquista espanhol exilado. Por meio de Vidal, teve contato com os exilados da colônia de Cuba, muitos deles independentistas, que lhe relataram as políticas de violência promovidas pelo governo espanhol - "até o último homem e até a última peseta" - que haviam causado até então meio milhão de mortos na ilha. Em outra ocasião reunidos anarquistas espanhóis exilados na casa de Vidal, pode finalmente ver com os próprios olhos as marcas das terríveis torturas nos corpos de Juan Bautista Ollé e Francisco Gana, ambos vítimas dos processos de Montjuïc.
Chocado com os horrores desproporcionais promovidos pelo estado espanhol, no dia seguinte Angiolillo partiu de Londres para Paris com a intenção de executar um dos membros da família real espanhola, ou a regente Maria Cristina. Lá conheceu o independentista portorriquenho Ramón Emeterio Betances que lhe convenceu a assumir Cánovas como seu alvo dissuadindo-o de sua idéia inicial. Devido ao terror genocida que promovera na manutenção da ordem decadente do império espanhol em Cuba, Cánovas era conhecido como "O Monstro" entre os separatistas. Betances o auxiliou ainda na elaboração de um plano, dando-lhe uma identidade falsa, com o nome de Emilio Rinaldini, um suposto jornalista correspondente do jornal "Il Popolo", como forma de entrar na Espanha, financiando com mil francos a segunda parte de sua viagem da França para à Espanha.
Angiolillo deixou o escritório de Betances em 30 de julho de 1897 num trem para San Sebastián. Lá chegando, buscou informações sobre os possíveis locais por onde estaria "o monstro". Descobriu que este encontrava-se de férias em um balneário termal em Santa Águeda, em Mondragón, próximo a Guipúzcoa. Imediatamente tomou um trem para Santa Águeda indo ao encontro de Cánovas.

## Regicídio

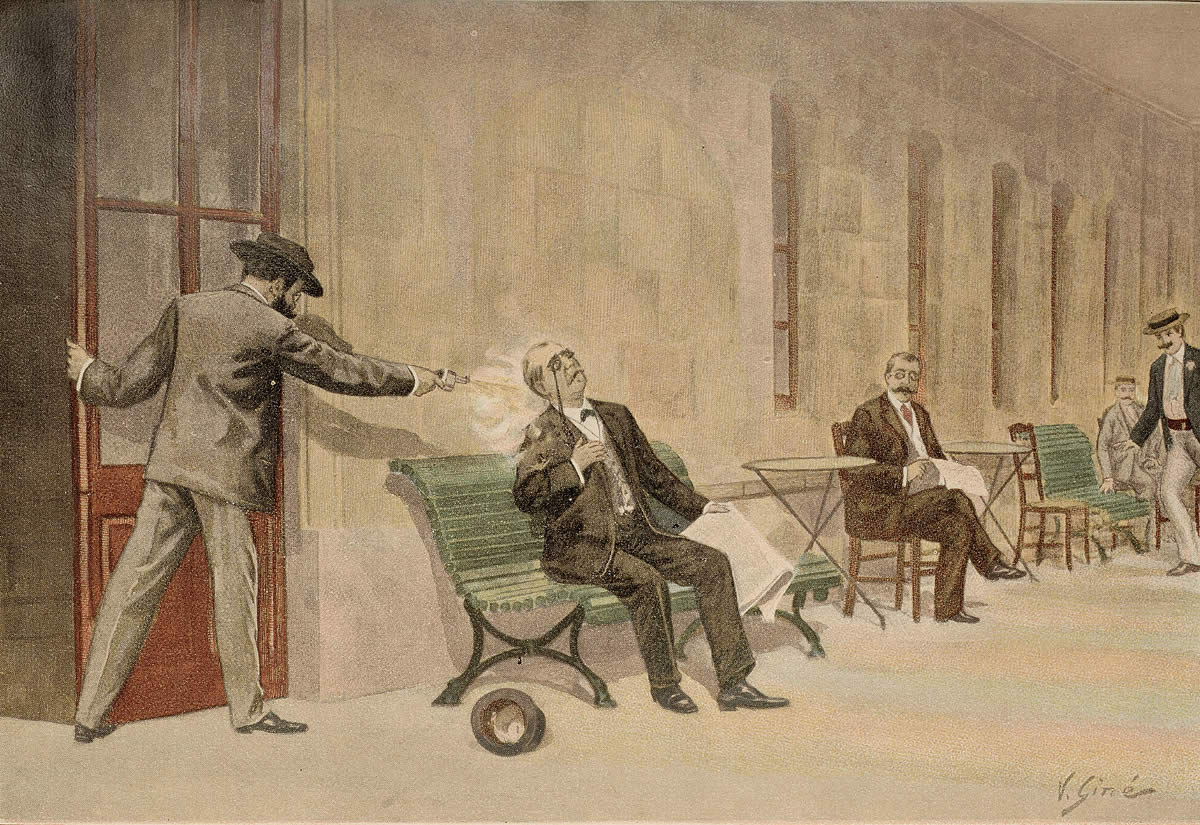
Angiolillo executa Cánovas na gravura de Ginés, V.

Em 8 de agosto de 1897 Angiolillo chegou ao balneário termal e se inscreveu como Emilio Rinaldi, alegando ser um escritor correspondente do periódico italiano "Il Popolo". Nos dias que se seguem acompanha a rotina do balneário procurando saber os hábitos de Cánovas.
Numa tarde ensolarada encontra o primeiro-ministro lendo um jornal em uma das varandas do balneário. Imediatamente saca uma pistola se posicionando em um ponto cego e atira três vezes quase a queima roupa. A primeira bala acerta a têmpora direita de Cánovas, atravessa o peito e sai pela mandíbula esquerda. A segunda acerta o peito, enquanto a terceira acerta as costas do corpo já inerte do primeiro-ministro que naquela altura já estava morto.
No mesmo instante surge uma jovem peruana que Cánovas já em sua senioridade havia tomado como esposa. Ao se deparar com a cena a mulher grita "Assassino! Assassino!" indo de encontro a Angiolillo. Este se volta para ela curvando-se em sinal cumprimento e diz - "Perdão, madame. Tem meu respeito como mulher, mas duvido que seja a esposa daquele homem".
Michele Angiolillo não esboçou qualquer intenção de fuga, largou a arma e imediatamente se rendeu dizendo apenas que havia cumprido seu dever e vingado seus irmãos de Montjuïc.
Nos Estados Unidos centenas de anarquistas - entre eles a oradora Emma Goldman e o sindicalista Abelardo Moscoso -  se reuniram no salão Claredon para comemorar a coragem de Angiolillo e a morte de Cánovas. Alguns carregavam porta-retratos com as imagens de Sante Caserio, o executor do presidente francês Sadi Carnot, e de Paulino Pallás, que tentara assassinar o governador da Catalunha, o general Arsenio Martinez Campos em 1893. Mais de quarenta policiais foram mobilizados para garantir a "segurança" do local.

## Julgamento

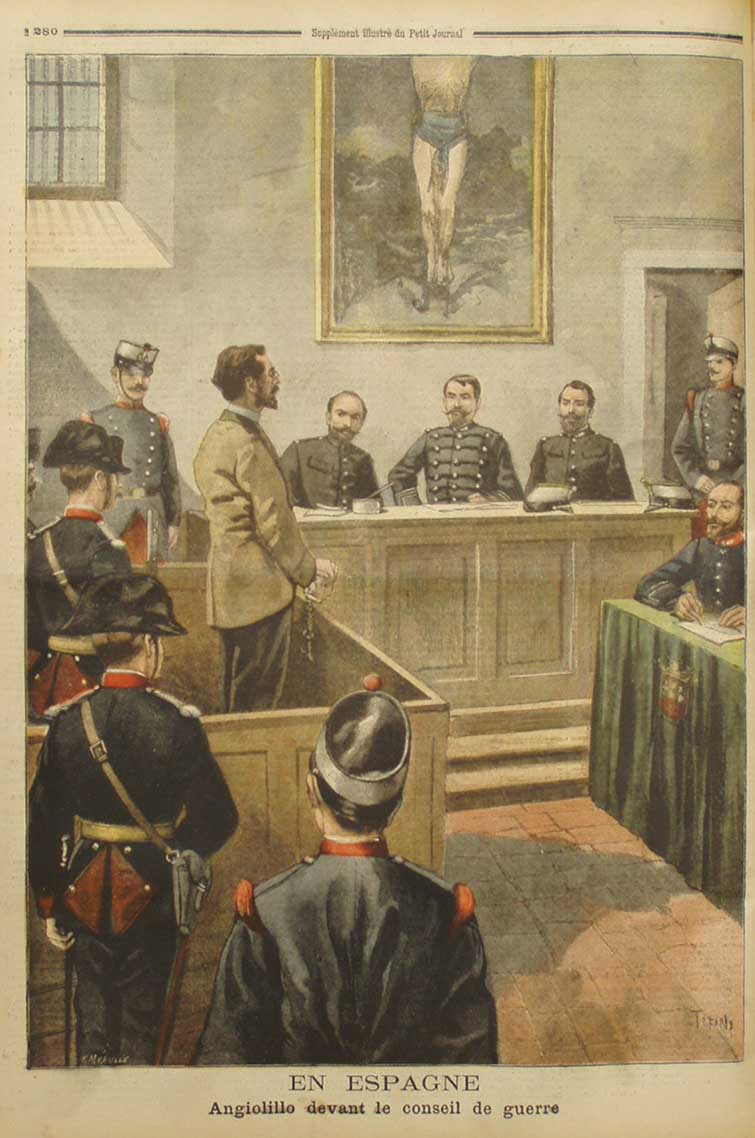
Reconstituição do julgamento de Angiolillo segundo a capa do periódico francês Le Petit Journal.

Cerca de 200 pessoas estiveram presentes no julgamento de Michele Angiolillo pela corte marcial. O réu fortemente algemado sentou entre dois guardas armados imediatamente de frente para os juízes. Em uma mesa próxima foi exibido o revolver utilizado no assassinato entre outras evidências materiais do crime. No início do julgamento um dos juízes leu seu testemunho. Em seguida tenente Gorria, advogado indicado pela corte argumentou que Angiolillo estava em estado de demência quando atirou no primeiro-ministro, em um forte apelo para a benevolência dos juízes. Enquanto este argumento era apresentado o réu aguardou em silêncio. Em seguida Angiolillo pediu para falar por si mesmo, e assim lhe foi concedido. Ele agradeceu o tenente Gorria por seus esforços e negou a existência de cúmplices bem como qualquer participação no atentado a bomba contra a procissão de Corpus Christi em Junho de 1896, afirmando ter sido aquela a sua primeira ação, a qual executara sozinho.
Quando inquirido com relação a motivação de seus atos afirmou que havia feito tudo aquilo por sua paixão pela vingança contra os injustos e desalmados, que o motivou foi a vingança pela morte dos anarquistas inocentes detidos em Barcelona aos quais havia sido creditado o atentado à bomba à procissão de Corpus Christi em Barcelona em 7 de Junho de 1896.
"Vim para vingar meus irmãos de Montjuïc".
Em seguida começou a falar a respeito do anarquismo e da violência estatal cometida até então, sendo interrompido pelo juiz que presidia a corte que afirmava que nada daquilo estava relacionado ao inquérito. Angiolillo persistiu falando de política, da guerra em Cuba e nas Filipinas para ser interrompido mais uma vez pelo juiz que dizia que nada daquilo tinha a ver com o crime. Diante da segunda interrupção do juiz, Angiolillo afirmou que precisava se justificar. Diante dessa afirmação o presidente da seção que se apressou em rebater afirmando veementemente que não havia justificativa para o crime, e que além disso, o réu não conseguiria convencer nenhum dos presentes com aqueles argumentos.
Em seguida Angiolillo foi conduzido para sua cela e os juízes deliberaram durante uma hora ao fim da qual anunciaram a sentença. Considerado culpado pela corte marcial Angiolillo foi condenado a execução pelo garrote vil no interior da prisão de Vergara.

## Execução

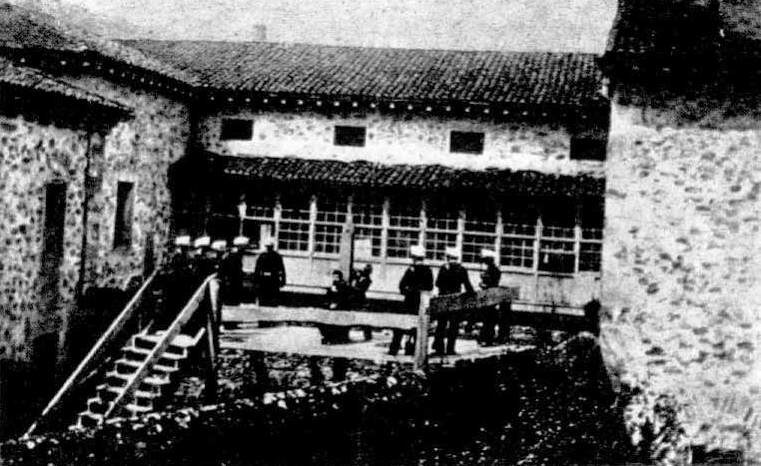
Fotografia de Michelle Angiolillo sendo executado no garrote vil.

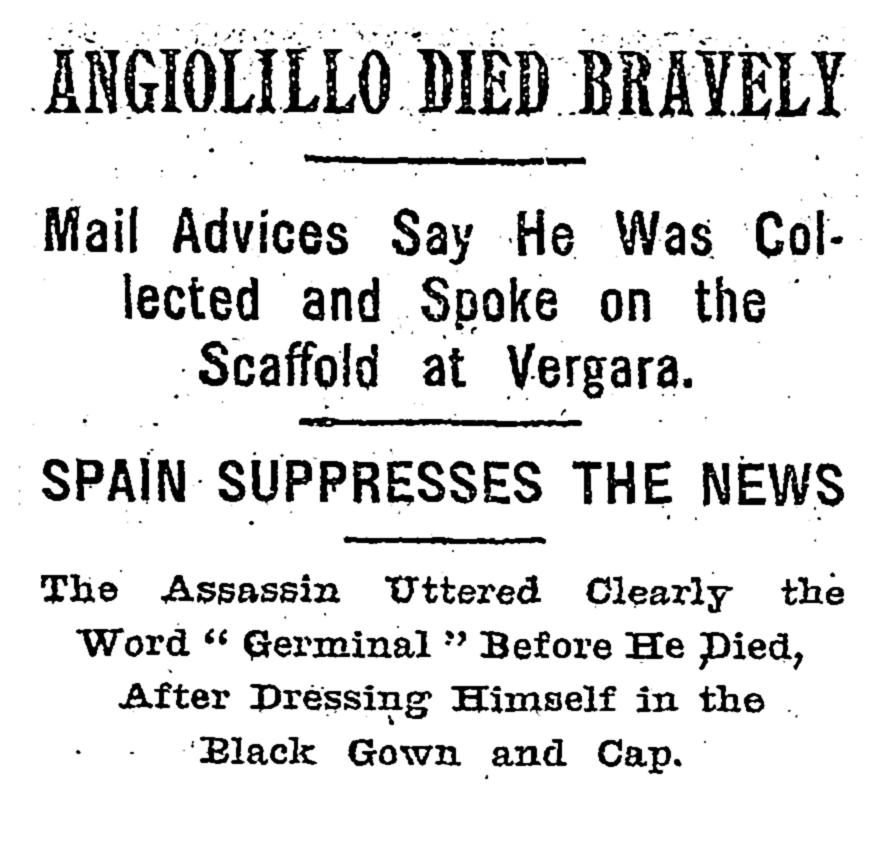
Reportagem do New York Times com a manchete "Angiolillo Morre Corajosamente, Espanha suprime informações".

Às 10h30m do dia 20 de Agosto de 1897 Michelle Angiolillo foi conduzido ao pátio de execução da prisão de Vergara. Subiu a passos firmes o cadafalso e com suas próprias mãos apanhou o capuz negro para vesti-lo. Olhou por um instante para os presentes e, em seguida, pediu para que pudesse falar. Após ser autorizado disse uma única palavra "Germinal".
Em seguida sentou-se com calma e sem hesitação no assento do garrote vil esperando que o carrasco ajustasse o colar de ferro ao seu pescoço. Para o ajuste do colar foi tirado o capuz de sua cabeça, quando o carrasco quis cobrir-lhe o rosto, Angiolillo lhe pediu que o deixasse descoberto. Foi girada a manivela e aos 26 anos de idade Angiolillo foi executado pelo estado espanhol. Após a morte seu corpo ficou exposto em praça pública até a noite quando foi incinerado.
Todos os que presenciaram a execução de Angiolillo ficaram muito impressionados com a atitude do anarquista. Sua postura altiva e corajosa se tornaria manchete nos principais jornais da Europa e Estados Unidos nos dias que se seguiram. Até mesmo o jornal estadunidense New York Times traria em uma de suas notas sobre o caso, passagens em reconhecimento a sua coragem diante do momento de execução. Sua execução também foi registrada em fotografias pela imprensa, testemunhos imagéticos da utilização do garrote vil no final do século XIX..

## Legado
Mais de um século depois, todo dia 20 de agosto, dia da execução de Angiolillo, anarquistas anônimos colocam rosas vermelhas no túmulo de Michele Angiolillo, no cemitério da cidade de Bergara. A cadeia de Vergara onde Angiolillo esteve detido é atualmente uma ocupação anarquista chamada "gaztetxe", que significa Casa da Juventude.